# Бадель, Юрай
Ю́рай Ба́дель (хорв. Juraj Badelj; род. 24 августа 2003, Загреб) — хорватский футболист, защитник клуба «Университатя».

## Клубная карьера
Бадель — воспитанник клубов «Драговольяц» и «Рудеш». В 2023 года Юрай подписал контракт с румынской «Университатей». 1 марта в матче против «Арджеша» он дебютировал в чемпионате Румынии. 